# フラッグシップ航空3379便墜落事故
フラッグシップ航空3379便墜落事故（フラッグシップこうくう3379びんついらくじこ）は、1994年12月13日にアメリカ合衆国のノースカロライナ州で発生した航空事故である。
ピードモント・トライアド国際空港からローリー・ダーラム国際空港へ向かっていたフラッグシップ航空3379便（BAe ジェットストリーム32）が進入復航中に失速して墜落し、乗員乗客20人中15人が死亡した。

## 飛行の詳細

### 事故機

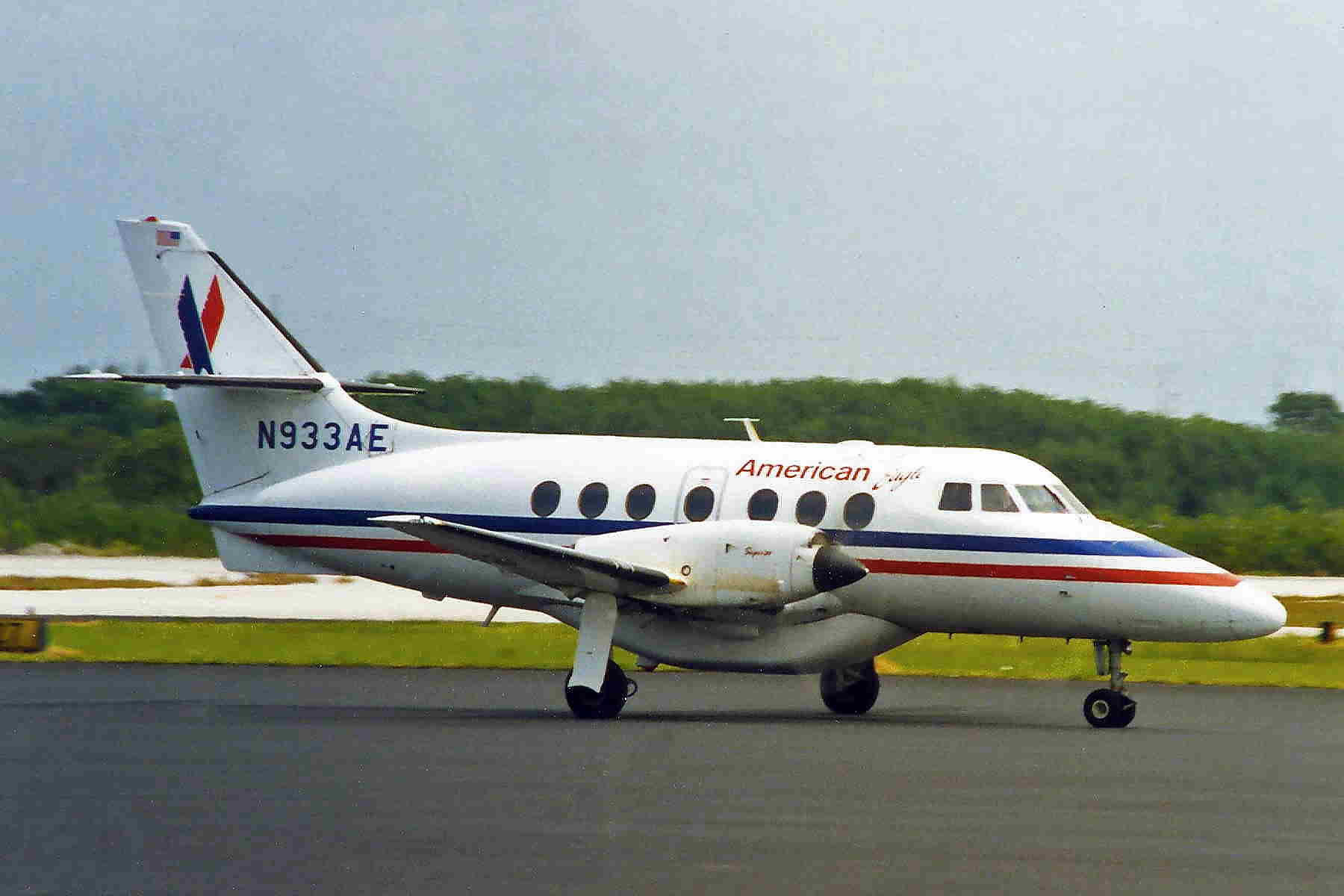
同型機のジェットストリーム32

事故機のBAe ジェットストリーム32（N918AE）は1990年に製造された機体で、2基のギャレット TPE331-12UHRターボプロップエンジンを搭載しており、総飛行時間は6,577時間であった。事故機の最大離陸重量は15,952ポンドで、パイロット達は最終的に重量を15,948ポンドと計算したが実際にはこれよりも3ポンド重い15,951ポンドだった。重心は手荷物の不一致により計算よりも0.8ユニット後方にあったが、制限範囲内であった。

### 乗員
機長は29歳の男性で、1991年1月7日からフラッグシップ航空に勤務していた。総飛行時間は3,499時間でジェットストリーム32では457時間の飛行経験があった。直近の技能検査は1994年7月6日に行われていた。
副操縦士は25歳の男性で、1993年12月6日からフラッグシップ航空に勤務していた。総飛行時間は3,452時間でジェットストリーム32では677時間の飛行経験があった。

## 事故の経緯
3379便はピードモント・トライアド国際空港からローリー・ダーラム国際空港へ向かう国内定期旅客便だった。離陸前、パイロット達は重量の分布に関する問題があることに気づいた。機長は地上係員に後部貨物室から2つのバッグを降ろすか、5つの機内手荷物を座席の下へ移動するよう指示した。地上係員は2つのバッグを後方貨物室から降ろし、パイロットは予定より8分遅れでタキシングを開始した。EST18時03分、3379便はピードモント・トライアド国際空港から離陸し、巡航高度の9,000フィート (2,700 m)まで上昇した。事故当時は雨が降っており、霧も出ていた。18時14分、副操縦士はローリー進入管制と交信を行い降下の許可を得た。18時30分、管制官は滑走路05LへのILS進入のため2,100フィート (640 m)以上の高度からローカライザーに乗るよう指示した。
18時32分、管制官は滑走路05Lへの着陸を許可した。その直後、スロットルレバーがアイドル位置の状態でプロペラのスピードレバーが最大位置まで動かされた。これによって瞬間的に負のトルクが生じ、18時33分33秒に左エンジンのイグニッション・ライトが点灯した。これを見た機長は「何故イグニッション・ライトが付くんだ？エンジンが停止したのか？（Why the ignition light on? We just had a flame out?）」と発し、パイロットは左エンジンが停止したと誤解した。パイロット達がエンジン故障と進入復航について議論している間、対気速度は119ノット (220 km/h)まで低下し続けた。CVRの記録によれば、失速警報が作動するまでパイロット達が速度の低下に気づいた兆候はなかった。
機長が最大推力を要求した1秒後に失速警報が作動し、副操縦士は数度にわたって「機首を下げて（lower the nose）」と発した。高度1,800フィート (550 m)付近で機体は左に傾き始め、速度はさらに103ノット (191 km/h)まで低下した。墜落直前に降下率は毎分10,000フィート (3,000 m)に達し、速度が急激に増加し始めた。18時34分、3379便は木々に衝突しながら、滑走路から約4海里地点に墜落した。

## 事故調査

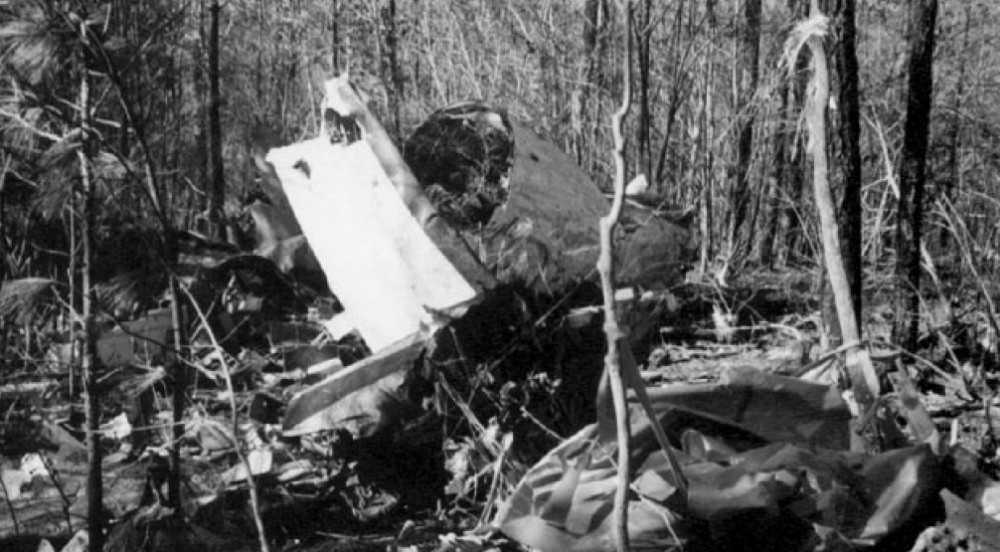
3379便の墜落現場

国家運輸安全委員会（NTSB）が事故調査を行った。残骸の様子から、3379便が右へわずかに傾いた状態で木に接触したことが判明した。最初に接触した木は海抜高度374フィート (114 m)、地表から59フィート (18 m)の高さだった。墜落の衝撃によって機体は3つに分断されており、主翼付近から尾翼前方までの残骸以外は火災による損傷を受けていた。

### エンジンとイグニッション・ライト
左右のエンジンについて詳細な検査が実施されたが墜落前に故障していた兆候は無かった。NTSBは飛行試験を行い、イグニッション・ライトが点灯する条件等について調べた。試験は1995年3月21日から24日までスコットランドのプレストウィックにあるジェットストリームの施設で行われた。試験の結果、エンジントルクが異常に低い状態でプロペラの回転数を上げると瞬間的にトルクが負の状態になる場合があることが分かった。事故機にはエンジンの自動再点火機能が搭載されており、負のトルクが検出されると自動的にエンジンの点火装置がオンになるよう設計されていた。自動再点火機能が起動すると実際のエンジン出力状態にかかわらず、イグニッション・ライトが点灯することが判明した。試験飛行でもトルクを低くした状態でプロペラの回転数を上げると左エンジンのイグニッション・ライトが何度か点灯した。また、事故機の製造元であるブリティッシュ・エアロスペースは墜落前に点灯したイグニッション・ライトはエンジン故障を示すものでは無いと説明した。

### 機長の経歴と評価
機長は1985年から1990年までチャーター機のパイロットとして働いていた。その後、1990年1月8日にサーブ340の副操縦士としてコムエアーに雇われたが、2度目の技能検査で不合格となっていた。その後、再検査を受けて合格したが、実機による飛行において「進入と着陸手順の判断に問題がある」とのコメントを受けていた。さらに飛行教官は「飛行スキルに問題がある」と書いており、別の教官は「彼は個人的な問題を抱えており、プレッシャーに晒されていた」と評価し、「慎重に検討したうえで解雇することを会社に勧めた」とコメントしていた。元同僚のパイロットによれば元飛行教官である彼の父親からの期待がプレッシャーになっており、その他の問題と相まって大きな負担になっていたようだと話した。以前機長と飛行したパイロットによれば、「彼はしばしば状況認識を失うことがあり、緊急事態時に硬直したり、視野が狭まったりする可能性がある」と証言していた。機長は1991年1月3日にコムエアーを辞職したが、その4日後にフラッグシップ航空に雇われた。フラッグシップ航空に入社後も、機長は複数の訓練で不十分な評価を得たが、最終的に合格していた。
機長が航空会社へ応募書類を提出した際に、以前の勤務先としてコムエアーを記載していたが、アメリカン・イーグルが問い合わせを行った記録はなかった。フラッグシップ航空はコムエアーへの問い合わせを行ったが何の情報も得られなかったと述べ、彼の以前の経歴を知らなかったと話した。フラッグシップ航空へ入社後、1994年1月26日にジェットストリーム32の機長に昇格していたが、彼と飛行を行った副操縦士は意思決定能力や飛行スキルは平均的だが、リーダーシップは平均以下だったと証言した。さらに、記録によれば複数のパイロットが機長との乗務を反対していた。

### パイロットの行動
事故当時、操縦を担当していたのは機長であった。機長は異常が発生するまで適切な操縦を行っており、クルー・リソース・マネジメントも適切であった。イグニッション・ライトが点灯すると、機長は左エンジンが停止したと考え、副操縦士もこの意見に同意した。ところが、機長はプロペラをフェザリング状態にしようとしておらず、エンジン故障時の手順も遵守していなかった事が判明した。当初、機長は進入を継続しようとしていたが、その4秒後に進入復航を宣言した。エンジン1基での進入復航手順では着陸装置を格納し、フラップを10度まで上げるよう指示されていた。しかしパイロットは着陸装置を格納しておらず、フラップを20度に設定した状態で復航を試みていた。NTSBが行った試験によれば、そのような機体の構成では高度を維持することが難しく、また方向舵を右へ限界まで動かさなければ姿勢を維持できなかった。機長は操縦と問題の分析の両方を自身で行おうとしたが、適切な手順に従わず、副操縦士にサポートを求めることもしなかった。NTSBはもし、機長が両エンジンの推力を上げていれば墜落を回避できた可能性が高いと結論づけた。また、方向舵とエンジン出力の調整が上手く行われていない限り、機体を制御することは困難だったと報告書で述べた。
一方でCVRの記録から、副操縦士が機長のサポートを試みていたことも判明した。機長がエンジンが故障したと判断したときに副操縦士は2度、故障についての確認をしたが、機長の意見を直接否定しようとはしなかった。また、機長に対して何か提案をしようとしていたがこれは進入復航の宣言で中断された。副操縦士は機長にエンジンの推力を上げるよう提案すべきだったが、その代わりに機首下げを行うようにアドバイスをし続けた。NTSBは副操縦士の行動は事故の直接的な原因にはならなかったと結論づけた。

### 最終報告書
1995年4月14日、NTSBは最終報告書を発行した。最終報告書では機長がエンジン故障を誤認したことと進入復航時、及び失速時の手順を遵守しなかったことが事故の原因だと結論づけられた。また、アメリカン・イーグルとフラッグシップ航空がパイロットの技能の問題について認識できず、対処できなかったことが事故の要因とされた。
NTSBのジム・ホールはパイロットの訓練や技能に関してまとめたレポートを航空会社同士が共有できるようにすべきと提案したが、この件に関する勧告は見送られた。

## 映像化
- メーデー!:航空機事故の真実と真相 第20シーズン第9話「Turboprop Terror」